# Rose Friedrich
Rose Friedrich (* 10. Januar 1877 in Chemnitz; † 2. Oktober 1953 in Dresden; vollständiger Name: Rosalie Friedrich) war eine deutsche Malerin und Grafikerin.

## Leben und Werk
Rose (eigentlich Rosalie) Friedrich studierte bei Robert Sterl, Hans Nadler und bei Ritter in Dresden. 1908/1909 studierte sie in Paris. Danach war sie freischaffende Malerin und Grafikerin in Chemnitz. Sie gehörte der Künstlergruppe Chemnitz an, an deren regelmäßigen Ausstellungen sie beteiligt war. Neben ihrer künstlerischen Tätigkeit gab sie auch privaten Malunterricht. Eine ihrer Schülerinnen war Marianne Oppelt. Das Chemnitzer Adressbuch verzeichnete Rose Friedrich z. B. 1926 mit der Wohnung in der Neefestraße 69 und der Malschule in der Zwickauer Straße 84.
Um 1935 zog sie nach Dresden, wo sie in der Loschwitzer Schevenstraße 2 wohnte.
Rose Friedrich war Mitglied des Deutschen Künstlerbunds, der GEDOK und in der Zeit des Nationalsozialismus der Reichskammer der bildenden Künste. 1943 nahm sie an der Gauausstellung der Reichsgemeinschaft deutscher Künstlerinnen und Kunstfreundinnen / GEDOK im Lichthof des Rathauses Dresden teil. Weitere Ausstellungen sind für diese Zeit nicht belegt.
1937 wurden in der Aktion „Entartete Kunst“ aus der Kunsthütte Chemnitz zwei ihrer Holzschnitte mit der Darstellung einer Kirche, die als zu expressiv galten, beschlagnahmt und vernichtet.

## Werke (Auswahl)
Gemälde von Rose Friedrich befinden sich in den Kunstsammlungen Chemnitz.
- Blumenstillleben (um 1915, Öl auf Leinwand, 69 × 78,5 cm; Kunstsammlungen Chemnitz – Museum am Theaterplatz
- Chemnitz)[5]
- Prof. Dr. Rausenberger (1915, Lithografie, 32,5 × 27 cm)[6]